# Adalbert Schreiber
Adalbert Schreiber (* 12. Juni 1895 in Konitz; † 10. Februar 1967 in Krefeld-Fischeln) war ein deutscher Politiker (CDU). Er war von 1946 bis 1950 Landrat von Schönberg (Mecklenburg).

## Leben
Adalbert Schreiber wurde am 12. Juni 1895 in Konitz geboren. Er besuchte die dortige Volksschule von 1901 bis 1909, war danach bis 1913 Lehrling und bis 1915 Eleve in Köslin. Schreiber nahm am Ersten Weltkrieg teil und studierte ab 1919 bis 1921 an der höheren Kulturbauschule in Schleusingen. 1921 bis 1926 arbeitete Schreiber als technischer Obersekretär im Landessiedlungsamt Schwerin, das dem Landwirtschaftsministerium angegliedert war. 1926 bis 1937 war Schreiber Kreisbaumeister in Güstrow, wurde im August 1937 jedoch aufgrund seiner oppositionellen Einstellung aus dem Landesdienst entlassen. Er machte sich 1938 in Güstrow mit einem Bauunternehmen selbstständig. Politisch hatte er sich in der Weimarer Zeit in der DDP engagiert.
Nach dem Zweiten Weltkrieg gründete Schreiber zusammen mit dem Rechtsanwalt Arthur Bayer und dem Lehrer Mau die CDU in Güstrow. Der Siedlungsfachmann wechselte vermutlich durch seine Güstrower Bekanntschaft mit Otto Möller und Wilhelm Höcker in die Landesverwaltung Schwerin, wo er von November 1945 bis April 1946 in der Propagandaabteilung des Landespräsidenten tätig war. Von Mai bis August 1946 leitete er das Dezernat für Landwirtschaft und Grundstücksverwaltung in Greifswald. Nach dem Tode Maus wurde er zum Kreisvorsitzender der CDU in Güstrow gewählt. Bei den Landtagswahlen im Oktober 1946 konnte Schreiber in den Landtag einziehen. Da die CDU bei den zeitgleichen Kreistagswahlen neben Usedom auch im Landkreis Schönberg vor der SED lag, durfte sie den Landrat stellen. Schreiber wechselte von Güstrow nach Schönberg, um das Amt wahrzunehmen. Erst 1950 konnte ihn die Sozialistische Einheitspartei im Rahmen ihres Kampfes gegen „reaktionäre Elemente“ in den bürgerlichen Parteien aus dem Amt entfernen. Dazu hatte sie vor dem Landtagsamt eine Großdemonstration mit über 2.000 Teilnehmern organisiert. Adalbert Schreiber drohte die Verhaftung, so dass er sich im August 1950 zur Flucht in die Bundesrepublik entschloss.
Dort unterstützte er neben seiner Arbeit als Tiefbauingenieur Vertriebene aus der DDR.
Adalbert Schreiber starb am 10. Februar 1967 in Krefeld-Fischeln.